# パラマウント・グローバル
パラマウント・グローバル（Paramount Global）は、アメリカ合衆国の多国籍マスメディア・エンターテインメント・コングロマリット。アメリカ合衆国ニューヨーク市マンハッタンに本社を置いていた。
2019年に2代目CBSコーポレーションと2代目バイアコム（2006年に初代バイアコムから分割）が合併して形成され、設立から2022年までバイアコムCBS（ViacomCBS, Inc.）として知られた。 2024年、親会社のナショナル・アミューズメンツはパラマウント・グローバルの合併・買収交渉を行い、スカイダンス・メディア、ナショナル・アミューズメンツ、パラマウントの三社合併による新会社設立で暫定合意し、2025年8月7日にパラマウント・スカイダンス・コーポレーションが設立した。
主な資産には、映画・テレビスタジオのパラマウント・ピクチャーズ、CBSエンターテインメント・グループ（CBSとCWテレビ・ネットワーク、BET、テレビ局、その他のCBSブランドの資産で構成）、米国内ネットワーク（MTV、ニコロデオン、コメディ・セントラル、ショウタイムなどを含むがこれらに限定されない米国を拠点とするケーブルテレビネットワークで構成）、ストリーミングサービス（Paramount+、Pluto TVなど）がある。また、パラマウントには国際部門があり、自社ネットワークの国際版を管理しているほか、アルゼンチンのテレフェなど、地域に特化した資産も保有していた。

## 概要
パラマウント・グローバルは1999年に買収劇のあったCBSとバイアコムによる2度目の経営統合である。CBSを買収したバイアコムは2005年に経営分離。存続会社として初代バイアコムはCBSコーポレーションに社名変更。同時に買収前の事業を中心として2代目バイアコムが分割された。
2016年、バイアコムはCBSとの統合を図るが、大株主のナショナル・アミューズメンツが反対し頓挫。2018年、ウォルト・ディズニー・カンパニーによる21世紀フォックス買収（詳細はフォックス買収）を遠因としたバイアコムとCBSとの統合が再燃。同年5月、CBS社はナショナル・アミューズメンツを提訴。2019年8月13日、バイアコムとCBSは正式に再統合で合意した。
2021年3月22日に増資を発表。株式価値の希薄化が懸念されたことから株価は暴落し、5営業日で半値以下まで急落した。この際、バイアコムCBSの株を大量保有していた投資会社（アルケゴス・キャピタル・マネジメント）の損失が膨らみ追証が払えずにデフォルト状態となった。この会社にはクレディ・スイスのほか野村証券、三菱UFJ銀行、みずほ銀行などが投資しており、バイアコムCBSの株式が第二のリーマンショックの引き金となりかねない事態を生み出した。
2022年2月15日、社名を「パラマウント・グローバル」に変更することを発表し、翌16日付けで改称手続きが行われた。
2023年12月、同業会社であるワーナー・ブラザース・ディスカバリーとの合併交渉が水面下で行われていることがアメリカの複数のメディアから報じられた。その後もスカイダンス・メディアに加え、ソニー・ピクチャーズ エンタテインメントとアポロ・グローバル・マネジメントの連合体への売却交渉や検討も報じられている。
2024年7月2日、スカイダンスはパラマウントの親会社であるナショナル・アミューズメンツを買収することで暫定合意したと複数のメディアから報じられた。その後、同月7日にスカイダンスとの合併が正式発表された。この合意は45日間の猶予期間を経た後に発効し、80億ドル（日本円で約1兆3000億円）超の大型再編となった。この合併は2025年8月7日までに実施した。
日本ではCBSはTBSホールディングス（TBSHD）と独占包括業務提携を結んでおり、テレビ事業子会社のTBSテレビによるニュース映像利用の他に、ニュース番組を系列のBS-TBS、TBS NEWS（旧TBSニュースバード）で放送されており、TBSHDのメインバンクが旧三井銀行（→旧太陽神戸三井銀行→旧さくら銀行→現三井住友銀行）だったこと。また、東宝東和（東宝グループ）は子会社の東和ピクチャーズよりパラマウント・ピクチャーズの劇場配信であり、東宝グループのメインバンクが旧三和銀行（→旧UFJ銀行→旧三菱東京UFJ銀行→現三菱UFJ銀行）だったこと。この縁で、パラマウント・グローバルは三井グループ及び三和グループとも関係が深い。

## 主要部門及び傘下企業

### 4つの主要部門
- CBSエンターテインメント・グループ（英語版）（CBS Entertainment Group） - テレビ・ラジオ・ネットワークを有する放送局。
  - CBSテレビジョン・ネットワーク（CBS Television Network）
  - CBSニュース（CBS News）
  - CBSスポーツ（CBS Sports）
  - CWテレビジョンネットワーク（The CW Television Network） - ワーナー・ブラザースとの合弁会社。
  - BET（Black Entertainment Television）
- パラマウント・メディア・ネットワークス（Paramount Media Networks） - アメリカ国内でのケーブルテレビ、衛星テレビ放送事業などを担当。
  - MTV
  - VH1
  - ニコロデオン（Nickelodeon）
  - ショウタイム（Showtime）
  - コメディ・セントラル（Comedy Central）
  - TVランド
  - パラマウント・ネットワーク（Paramount Network）
  - Logo TV
  - CMT
  - Pop TV
  - ムービー・チャンネル（The Movie Channel）
  - Flix
  - スミソニアン・チャンネル（Smithsonian Channel）
- パラマウント・インターナショナル・ネットワークス（Paramount International Networks） - 国際的なケーブルテレビ、衛星テレビ事業などを担当。
  - パラマウント・ネットワークス・UK&オーストラリア（Paramount Networks UK & Australia） - 対象地域は、英、愛、豪、新、以[17]。
  - パラマウント・ネットワークス・EMEAA（Paramount Networks EMEAA） - 対象地域は、ヨーロッパ、アフリカ、中東。
  - パラマウント・ネットワークス・アメリカ（Paramount Networks Americas） - 対象地域は、南北アメリカ。
  - チャンネル5（Channel 5） - イギリスの放送局。
  - ネットワーク10（Network 10） - オーストラリアの放送局。
  - テレフェ（Telefe） - アルゼンチンの放送局。
- パラマウント・ストリーミング（Paramount Streaming） - 世界的なトップストリーミングサービスとインターネットプロパティに焦点を当てている。
  - Paramount+ - サブスクリプション・ビデオ・オン・デマンド・サービス。
  - BET+
  - Pluto TV - ストリーミングメディア。
  - CBSN
  - CBS Sports HQ
  - Noggin
  - Last.fm
- グローバル・コンテント・ライセンシング（Global Content Licensing） - パラマウント・グローバルの全ブランドの世界的な配信を担当。
  - CBSメディア・ベンチャーズ（CBS Media Ventures） - アメリカ国内でのメディアの配信を担当。
  - パラマウント・インターナショナル・スタジオ（Paramount International Studios）

### その他企業
- パラマウント・ピクチャーズ（Paramount Pictures） - 映画製作スタジオ。
- VidCon - オンラインビデオ会議。
- オウサムネス（Awesomeness） - エンターテインメント企業。